# Леон Мархлевський
Леон Павел Теодор Мархлевський (пол. Leon Paweł Teodor Marchlewski, 15 грудня 1869, Влоцлавек, Польща, Німецька імперія — 16 січня 1946, Краків, Польща) — польський вчений, хімік, професор, доктор наук, педагог, ректор  Ягеллонського університету (1926—1928), віце-президент  Польської академії знань, організатор науки, один з організаторів і голова Польського хімічного товариства (1919), творець Польського державного наукового сільськогосподарського інституту в  Пулавах і Бидгощі. Перший голова Союзу християнської молоді Польщі (YMCA, 1922). Діяч «Польської селянської партії». Сенатор  Польської Республіки (1928—1935).

## Біографія
Брат політичного діяча і революціонера  Юліана Мархлевського. Закінчив в 1890 році хімічне відділення  Швейцарської вищої технічної школи Цюриха. Протягом двох років працював у знаменитого швейцарського аналітика Лунге. У його лабораторії Мархлевський працював над методами визначення мінімальних кількостей сірки, що міститься в її з'єднаннях у вигляді сульфідів. Ця робота отримала високу оцінку і принесла Мархлевському докторський ступінь у  Цюрихському університеті (1892).
У 1890—1900 роках працював в Швейцарії та Англії, з 1900 по 1946 рік — в Польщі.
Читав лекції в університеті Кракова. У 1913—1914 і 1925—1926 роках — декан медичного факультету Ягеллонського університету. У 1926—1927 і 1927—1928 роках — ректор.
Крім польських, був членом багатьох зарубіжних наукових товариств (в тому числі,  Міжнародного союзу теоретичної і прикладної хімії, Югославської академії наук, сільськогосподарської академії Чехословаччини, хімічних товариств Франції та Румунії.
Його син Теодор Мархлевський, польський біолог і генетик, також був ректором Ягеллонського університету в 1948—1956.

## Наукова діяльність
Інтереси Л. Мархлевського були зосереджені в області  органічної,  неорганічної і  аналітичної хімії,  біохімії, а також хімічних технологій.
Основні роботи вченого присвячені вивченню  антрахінонових і  нафтохінонових  барвників, головним чином, природного походження. Встановив (1897—1901) спільно з М. Ненцьким хімічну спорідненість гемоглобіну і хлорофілу. Працював в області хімії цукрів; вивчав абсорбційні спектри деяких органічних сполук в ультрафіолетовій області.

## Нагороди
- Командорський хрест  Ордену Відродження Польщі
- Золотий  Хрест Заслуги
- Командор  Ордену Данеброг (Данія)
- Доктор Honoris causa Ягеллонського університету